# Phan Hiệp
Phan Hiệp là một xã thuộc huyện Bắc Bình, tỉnh Bình Thuận, Việt Nam.
Xã Phan Hiệp có diện tích 20,69 km², dân số năm 1999 là 4.450 người, mật độ dân số đạt 215 người/km².